# Aigen-Schlägl
Aigen-Schlägl est une commune autrichienne du district de Rohrbach, en Haute-Autriche, créée le 1er mai 2015 à la suite de la fusion des communes d'Aigen im Mühlkreis et Schlägl.